# Алик (имя)
Алик — мужское личное имя, распространённое среди народов Северного Кавказа. 
Может являться и сокращением, например, от полного имени: Виталий, Альберт, Аликади, Аликбер, Аликебед, Аликул и др.